# 农业用水
农业用水是指用于灌溉农田的水，广义上也包括养殖牲畜和渔业所需用水。据统计，有70%的淡水（含河流和地下水）用于生产食品和其他农作物。目前，世界上农业用水所占比例下降，其他行业挤占农业用水的现象极为突出，从而使得农业用水的数量和质量都有下降。农业用水是粮食生产的重要要素，保证足够的农业用水对维护粮食安全至关重要。另外一方面，可以通过改善灌溉技术来提高农业用水的利用效率。
水是全球經濟最基本的組成部分之一。在沒有健康水資源或衛生服務的地區，經濟成長無法持續。如果無法取得清潔水，幾乎所有產業都會受到影響，尤其是農業。隨著水資源短缺日益成為全球關注的問題，糧食安全也受到考慮。

## 比例下降
为了确保国家农产品的安全，保证足够的农业用水是非常必要的，因此有学者提出必要建立农业用水红线来规范水资源的利用。农业用水红线是指为了确保农产品生产安全所需要的最低农业用水的数量。农业用水红线是构成水资源开发利用红线的一部分，其划分比较复杂，要考虑众多因素，如国家战略、节水、水资源供给等。

## 永續用水
雖然用水會影響環境退化和經濟成長，但它也引發了新灌溉方法的創新。許多現代小（非工業）農民正在使用雨水桶來收集農作物和牲畜所需的水。平均而言，在經常下雨的地方進行雨水收集可以將水的成本降低一半。這也將大大減輕當地含水層和水井的壓力。由於農民利用建築物的屋頂來收集這些水，這也減少了農場及其周圍的 雨水徑流和土壤侵蝕。